# Castello d'Argile
Castello d'Argile é uma comuna italiana da região da Emília-Romanha, província de Bolonha, com cerca de 5.047 habitantes. Estende-se por uma área de 29 km², tendo uma densidade populacional de 174 hab/km². Faz fronteira com Argelato, Cento (FE), Pieve di Cento, Sala Bolognese, San Giorgio di Piano, San Giovanni in Persiceto, San Pietro in Casale.

## Demografia
| Variação demográfica do município entre 1861 e 2011                               |
|                                                                                   |
| Fonte: Istituto Nazionale di Statistica (ISTAT) - Elaboração gráfica da Wikipedia |